# Opisthoteuthis californiana
Opisthoteuthis californiana är en bläckfiskart som beskrevs av Berry 1949. Opisthoteuthis californiana ingår i släktet Opisthoteuthis och familjen Opisthoteuthidae. Inga underarter finns listade i Catalogue of Life.